# 贝尔施
贝尔施（德語：Belsch）是德国梅克伦堡-前波美拉尼亚州的市镇，隶属于路德维希斯卢斯特-帕尔希姆县，总面积为22.46平方千米，截至2020年总人口为230人。